# 3444 Stepanian
3444 Stepanian (1980 RJ2) là một tiểu hành tinh vành đai chính được phát hiện ngày 7 tháng 9 năm 1980 bởi N. Chernykh ở Nauchnyj.